# یواس‌اس ال‌اس‌تی-۴۵۹
یواس‌اس ال‌اس‌تی-۴۵۹ (به انگلیسی: USS LST-459) یک کشتی بود که طول آن ۳۲۷ فوت ۹ اینچ (۹۹٫۹۰ متر) بود. این کشتی در سال ۱۹۴۲ ساخته شد.